# 薩勒克國家公園
薩勒克國家公園（瑞典語：Sareks nationalpark）是瑞典的一處國家公園，位於瑞典的拉普蘭地區。薩勒克國家公園成立於1909年至1910年，是歐洲歷史最古老的國家公園，並且和兩個國家公園毗鄰。國家公園內有瑞典第二高山薩勒克山。